# Abborrtjärnarna (Arvidsjaurs socken, Lappland, 726584-163934)
Abborrtjärnarna är en sjö i Arvidsjaurs kommun i Lappland och ingår i Skellefteälvens huvudavrinningsområde.